# 1953 في النرويج
فيما يلي قوائم الأحداث التي وقعت خلال عام 1953 في النرويج.

## سياسة

### انتهاء فترة المنصب
- 1 يناير – أوسكار اولسن نائب عضو برلمان النرويج  [لغات أخرى]‏.
- 1 يناير – أولاف سورينسن عضو برلمان النرويج  [لغات أخرى]‏.
- 1 يناير – أولاف ميسدالشاغين عضو برلمان النرويج  [لغات أخرى]‏.
- 1 يناير – أينار إيفيلاند عضو برلمان النرويج  [لغات أخرى]‏.
- 1 يناير – أينار غارهاردسن عضو برلمان النرويج  [لغات أخرى]‏.
- 1 يناير – بيدير ياكوبسن عضو برلمان النرويج  [لغات أخرى]‏.
- 1 يناير – بير هاغن نائب عضو برلمان النرويج  [لغات أخرى]‏.
- 1 يناير – تريغفه براتلي عضو برلمان النرويج  [لغات أخرى]‏.
- 1 يناير – جاكوب مارتن بيترسن عضو برلمان النرويج  [لغات أخرى]‏.
- 1 يناير – جون أندرسن عضو برلمان النرويج  [لغات أخرى]‏.
- 1 يناير – خواكيم داهل عضو برلمان النرويج  [لغات أخرى]‏.
- 1 يناير – سفين نيلسن عضو برلمان النرويج  [لغات أخرى]‏.
- 1 يناير – غونار ألف لارسن نائب عضو برلمان النرويج  [لغات أخرى]‏.
- 1 يناير – كارل بي. رايت عضو برلمان النرويج  [لغات أخرى]‏.
- 1 يناير – كارل فيغو لانج عضو برلمان النرويج  [لغات أخرى]‏.
- 1 يناير – كارل هنري نائب عضو برلمان النرويج  [لغات أخرى]‏.
- 1 يناير – كريستيان إل. هولم عضو برلمان النرويج  [لغات أخرى]‏.
- 1 يناير – نيلس كريستين جاكوبسن عضو برلمان النرويج  [لغات أخرى]‏.
- 1 يناير – هنري جاكوبسن عضو برلمان النرويج  [لغات أخرى]‏.
- 1 يناير – هنري كارلسن نائب عضو برلمان النرويج  [لغات أخرى]‏.

## رياضة
- 1 يناير – كأس النرويج 1953 الفائز نادي فيكينغ.

## مواليد

### يناير
- 1 يناير – أويفيند آسلاند لاعب دارت نرويجي.
- 11 يناير – ماريون بالمر كاتبة نرويجية.

### أبريل
- 17 أبريل – يواكيم ليستاد
- 24 أبريل – أويفيند ساندبرغ مخرج أفلام نرويجي.

### مايو
- 8 مايو – ماي هانسن سياسية نرويجية.
- 20 مايو – جون آرنه ماركوسين

### يونيو
- 1 يونيو – ليف أرنسن
- 13 يونيو – جير جونسون ملحن نرويجي.
- 29 يونيو – الجوني ضهر ممثلة نرويجية.

### يوليو
- 15 يوليو – إيفن بيليرود لاعب ومدرب كرة قدم نرويجي.
- 21 يوليو – كينيث سكوغلاند لاعب رماية نرويجي.
- 26 يوليو – كنوت اولسن صحفي نرويجي.
- 31 يوليو – تروند براين

### سبتمبر
- 14 سبتمبر – توم ساندبرغ مصور نرويجي.
- 23 سبتمبر – أوغه هاريده لاعب ومدرب كرة قدم نرويجي.

### أكتوبر
- 1 أكتوبر – غريت فايتز
- 4 أكتوبر – أكسل هاغن سياسي نرويجي.
- 23 أكتوبر – غوري هيلتنس
- 29 أكتوبر – بير ك. إنغ مهندس أمريكي.

### نوفمبر
- 25 نوفمبر – هيلج غاردر موسيقي نرويجي.

### ديسمبر
- 14 ديسمبر – تور إلياس هول كاتب نرويجي.

## وفيات

### يناير
- 1 يناير – جون مارتن هولست (مواليد 1882)
- 1 يناير – جوناس بيدرسن (مواليد 1871) سياسي نرويجي.
- 22 يناير – جون كريستوفيرسن (مواليد 1889)

### فبراير
- 13 فبراير – كارل فون هاننو (مواليد 1901) فنان نرويجي.

### مارس
- 1 مارس – أندرياس بولسون (مواليد 1861)
- 9 مارس – أول إيفرسن (مواليد 1884) لاعب جمباز فني نرويجي.

### أبريل
- 2 أبريل – هافدان هانسن (مواليد 1883) متسابق يخت نرويجي.

### مايو
- 17 مايو – إريك أول باي (مواليد 1883) مجدف نرويجي.

### يونيو
- 19 يونيو – ريدار هولتر (مواليد 1892) مُجدّف نرويجي.

### يوليو
- 12 يوليو – أوتو أولسن (مواليد 1884) لاعب رماية نرويجي.

### سبتمبر
- 12 سبتمبر – سيغريد بو (مواليد 1898) كاتبة نرويجية.
- 25 سبتمبر – ويليام بريدي كريستنسن (مواليد 1867) مؤرخ نرويجي.

### نوفمبر
- 11 نوفمبر – ماري كارستن (مواليد 1872) مهندسة معمارية نرويجية.
- 27 نوفمبر – كونراد نيلسن (مواليد 1875)